# International Sport Karate Association
International Sport Karate Association (ISKA) is een internationale sportfederatie voor vechtsport.

## Historiek
ISKA werd opgericht op 16 juli 1986 als reactie op de problemen in de Professional Karate Association (PKA) in 1985 en richtte zich aanvankelijk op het full-contact karate. Later werd de organisatie ook actief in het kickboksen.

## Bestuur
Het hoofdkwartier is gelegen in het Amerikaanse Newberry. Huidig voorzitter is de Amerikaan Cory Schafer.